# Benedikt-Syndrom
Das Benedikt-Syndrom ist ein Hirnstammsyndrom, bei dem eine umschriebene Gewebsschädigung im Bereich des Mittelhirnes unter teilweiser Zerstörung des Nucleus ruber und der Substantia nigra sowie Unterbrechung des Lemniscus medialis und der Wurzelfasern des Nervus oculomotorius ein komplexes Symptombild hervorruft.
Das Eponym ehrt den österreichischen Neurologen Moriz Benedikt.

## Semiologie
Wie viele Hirnstammsyndrome kombiniert das Benedikt-Sydrom Hirnnervenausfälle auf der Seite der Läsion (ipsilateral), in diesem Fall eine Okulomotoriusparese, mit Funktionsstörungen der gegenüberliegenden (kontralateralen) Körperseite durch Beeinträchtigung der langen Bahnen. Das Auge auf der Seite der Schädigung weicht infolge der Okulomotoriusparese nach außen unten ab, die Pupille ist weit und lichtstarr und das Lid kann hängen (Ptosis). Dadurch sieht der Betroffene Doppelbilder. Kontralateral besteht eine Sensibilitätsstörung und eine Störung des Bewegungsablaufs, wobei Elemente des Parkinson-Syndroms (Substantia nigra), meist als Rigor, und Hyperkinesen in der Art einer Chorea oder Athetose (Nucleus ruber) kombiniert sind. Die Pyramidenbahn ist typischerweise nicht mit einbezogen. Ein klassisches Benedikt-Syndrom ist selten, meist liegt es unvollständig oder in Kombination mit weiteren Defiziten vor. Die Übergänge zum Weber-Syndrom sind fließend, auch bilaterale Läsionen kommen vor.

## Ursachen
Ursache eines Benedikt-Syndroms ist meist ein Hirnstamminfarkt durch Verschluss eines Astes (Ramus interpeduncularis) der Arteria cerebri posterior oder der Arteria choroidea posterior. Möglich ist auch jede andere umschriebene Schädigung in diesem Gebiet, zum Beispiel durch eine Blutung oder einen entzündlichen Herd.